# インヘリタンス (映画)
『インヘリタンス』（Inheritance）は2020年のアメリカ合衆国のスリラー映画。監督はヴォーン・スタイン、出演はリリー・コリンズとサイモン・ペッグなど。大物銀行家である父親が急逝し、遺産として不気味な怪人を託された娘を描いている。

## ストーリー
ニューヨークの政財界に絶大な影響力を誇る名家、モンロー家の当主（アーチャー）が急逝する。アーチャーの遺産は遺言に従って妻（キャサリン）、息子（ウィリアム）、娘（ローレン）の3人が分割して相続することになる。その後、一家の顧問弁護士のハロルドはローレンにアーチャーから託された資料を渡す。そこにはアーチャーからのビデオメッセージを収めたUSBメモリーがあり、そのメッセージによると、裏庭のローレンが知る場所に託したい秘密があると言う。ローレンがその場所に向かうと、地下に見知らぬ男が監禁されているのを発見する。男はモーガン・ワーナーと名乗り、アーチャーの手で30年以上も監禁されていたと主張する。
モーガンが眠っている隙を突いて、ローレンは彼の指紋を採取して身元の照合を行うことにする。目を覚ました後、モーガンは「かつて俺はアーチャーのビジネスパートナーだった。ところが、ある日の夜、俺とアーチャーは飲酒運転をして歩行者をひき殺してしまった。事件の隠蔽を図ったアーチャーは俺が警察に密告するのを恐れた。だから、俺を自宅に監禁することにしたようだ。それ以来、俺はアーチャーにとって神父のような役回りを演じることになった。あいつは俺の前で多くの過ちを懺悔した」などと語る。この告白を聞いたローレンは心底ゾッとする。モーガンが全てを明るみに出せば、モンロー家が破滅すると共に、自分の検事としてのキャリアが断たれてしまうからである。そこで、ローレンはモーガンに大金を掴ませて外国に飛んでもらおうとしたが、実はモーガンの狙いは金ではなかったのである。

## キャスト
※括弧内は日本語吹替声優。
- ローレン・モンロー: リリー・コリンズ（武田華） - 検事。モンロー家の長女。
- モーガン・ワーナー: サイモン・ペッグ（谷昌樹） - 監禁されていた謎の男。
- キャサリン・モンロー: コニー・ニールセン（近内仁子） - ローレンとウィリアムの母。
- ウィリアム・モンロー: チェイス・クロフォード（藤高智大） - ローレンの弟。政治家。
- アーチャー・モンロー: パトリック・ウォーバートン（弦徳） - ローレンとウィリアムの父。銀行家。
- スコット: マルク・リチャードソン（英語版）（古賀明） - ローレンの夫。
- ハロルド・シューリス: マイケル・ビーチ（関口雄吾） - アーチャーの顧問弁護士。
- エミリオ・サンチェス刑事: ジョエル・ヘレラ - モンロー家と親しい刑事。ローレンから調査を依頼される。
- エディ・パーカー: ルーカス・アレキサンダー・アユーブ
- ソフィア・フィオーレ: クリスティーナ・デローサ - アーチャーの愛人。
- ジャッキー: グレー・マリーノ

## 製作
2018年11月1日、サイモン・ペグとケイト・マーラが本作に出演することになったと報じられた。2019年2月、スケジュールの都合でマーラが降板したことを受けて、リリー・コリンズが代役として起用された。同月、本作の主要撮影がアラバマ州のバーミングハムで始まった。3月25日、コニー・ニールセン、チェイス・クロフォード、パトリック・ウォーバートンの起用が発表された。4月、マルク・リチャードソンがキャスト入りした。

## 公開・マーケティング
2020年3月5日、ヴァーティカル・エンターテインメントとディレクTVが本作の配給・配信権を獲得したとの報道があった。19日、本作のオフィシャル・トレイラーが公開された。4月20日、本作はトライベッカ映画祭でプレミア上映される予定だったが、3月中旬に新型コロナウイルスの流行が拡大したため、映画祭自体が延期となった。
2021年4月19日、本邦では、2021年6月11日に公開されることが決定した。

## 評価
本作に対する批評家の評価は芳しいものではない。映画批評集積サイトのRotten Tomatoesには52件のレビューがあり、批評家支持率は25%、平均点は10点満点で4.31点となっている。サイト側による批評家の見解の要約は「風変わりな設定に秘められた狂気が画面上に出てくるまでが長すぎるため、スリラー映画を標榜しているにも拘わらず、スリルがほとんど感じられない。『インヘリタンス』は観客から拒絶されるに違いない。」となっている。また、Metacriticには18件のレビューがあり、加重平均値は31/100となっている。